# Thouinia paucidentata
Thouinia paucidentata là một loài thực vật có hoa trong họ Bồ hòn. Loài này được Radlk. miêu tả khoa học đầu tiên năm 1898.